# Antologia do Cordel Brasileiro

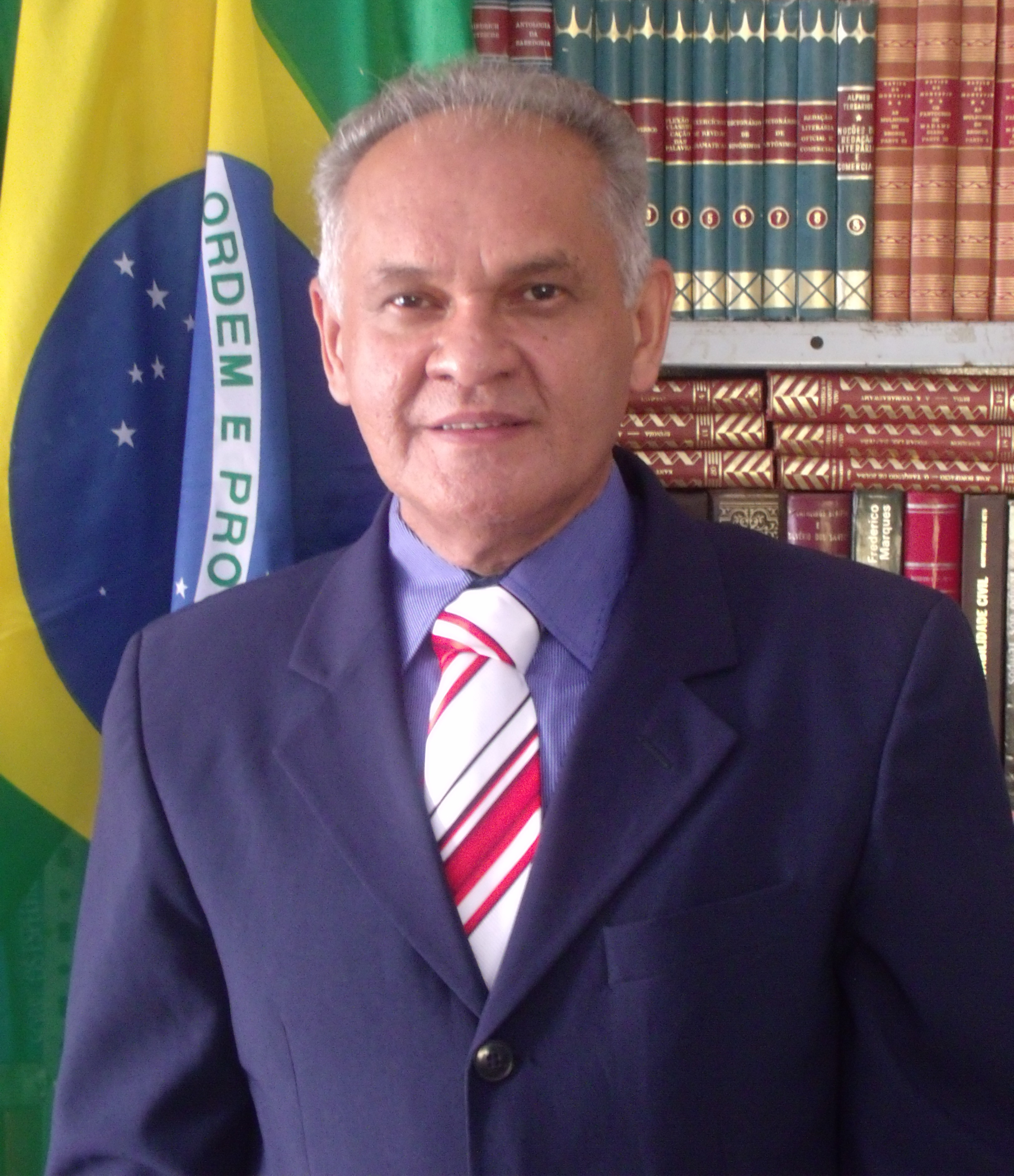
Pedro Monteiro, um dos poetas cuja obra faz parte da composição da antologia

Antologia do Cordel Brasileiro é um livro organizado pelo estudioso da literatura de cordel, poeta e cordelista brasileiro Marco Haurélio, composto por 15 obras da literatura de cordel, abrangendo todas as fases da poesia popular nordestina. O primeiro título da coleção é O Soldado Jogador, de Leandro Gomes de Barros, um dos poetas pioneiros do gênero, seguido da História do Caçador que Foi ao Inferno, de José Pachêco da Rocha. A antologia traz ainda um texto inédito de Manoel D’Almeida Filho (1914-1995), A Guerra dos Passarinhos e produções de Severino Borges, Minelvino Francisco Silva, Antônio Teodoro dos Santos, entre outros. Uma das marcas distintivas desta antologia é o fato de mesclar a produção atual com os clássicos consagrados. Entre os poetas contemporâneos foram selecionados aqueles que trabalham a matéria tradicional: o piauiense Pedro Monteiro, os cearenses Klévisson Viana, Rouxinol do Rinaré, Arievaldo Viana, Evaristo Geraldo, além do baiano Marco Haurélio, que assina, também, a apresentação e a seleção.

## Folhetos e romances que compõem a Antologia
- O Soldado Jogador, de Leandro Gomes de Barros.
- História do Caçador que foi ao Inferno, de José Pacheco.
- A Guerra dos Passarinhos, de Manoel D'Almeida Filho.
- A Sereia do Mar Negro, de Antônio Teodoro dos Santos.
- Os Três Irmãos Caçadores e o Macaco da Montanha, de Francisco Sales Arêda.
- No Tempo em que os Bichos Falavam, de Manoel Pereira Sobrinho.
- O Valente Felisberto e o Reino dos Encantos, de Severino Borges Silva.
- O Feiticeiro do Reino do Monte Branco, de Minelvino Francisco Silva.
- João sem Destino no Reino dos Enforcados, de Antônio Alves da Silva.
- João Grilo, um Presepeiro no Palácio, de Pedro Monteiro.
- O Reino da Torre de Ouro, de Rouxinol do Rinaré.
- O Rico Preguiçoso e o Pobre Abestalhado, de Arievaldo Viana.
- O Conde Mendigo e a Princesa Orgulhosa, de Evaristo Geraldo da Silva.
- Pedro Malasartes e o Urubu Adivinhão, de Klévisson Viana.
- As Três Folhas da Serpente, de Marco Haurélio.

## Origem do personagem João Grilo
Em nota sobre o folheto João Grilo, um Presepeiro no Palácio, de Pedro Monteiro, Marco Haurélio propõe uma hipótese para a origem de João Grilo, personagem conhecido dos leitores de cordel e protagonista da peça Auto da Compadecida, de Ariano Suassuna:
- “A história do adivinhão que se vale mais da sorte do que da astúcia, ao menos na primeira parte da narrativa, vem da mesma seara onde Câmara Cascudo recolheu Adivinha, adivinhão, arrolado entre os Contos tradicionais do Brasil.  O motivo central chegou-nos de Portugal, embora seja corrente na tradição oral de vários países, como Itália, França, Noruega e até mesmo a distante Mongólia. Ainda no Brasil, temos O velho e o tesouro do rei, dos Contos populares do Brasil, de Silvio Romero, e O Dr. Grillo, dos ‘’Contos da Carochinha’’ do pioneiro Figueiredo Pimentel. As ocorrências são muitas, incluindo até uma variante alagoana, Estória de João Grilo, recolhida e divulgada por Théo Brandão, em 1954. O adivinhão do título do folheto de Pedro Monteiro é o João Grilo de incontáveis histórias de cordel, a começar pelo clássico Proezas de João Grilo, de João Ferreira de Lima, publicado originalmente como Palhaçadas de João Grilo, em 1932. Personagem encontradiço nos contos populares portugueses, nas coleções de Consiglieri Pedroso (História de João Grilo) e Teófilo Braga (João Ratão ou Grilo), a menção mais antiga que conheço é da introdução do Pentamerone, de Giambattista Basile (1634-36). Basile nos fala de passagem de certo Maestro Grillo, protagonista de uma obra cômica, Opera nuova piacevole da ridere de um villano lauratore nomato Grillo, quale volse douentar medico, in rima istoriata (Veneza, 1519). Grillo, fingindo-se de médico, faz com que uma princesa sisuda ria pela primeira vez. Angelo de Gubernatis, na Mitologia zoológica, segundo Teófilo Braga, afirma: “Na Itália,  quando se propõe um enigma para ser adivinhado, ajunta-se ordinariamente como conclusão as palavras – Indovinala, grillo!  (adivinha, grilo)”. Orientalista, Gubernatis, fazendo coro aos estudiosos de seu tempo, associa a expressão ao idiota fingido que acaba por revelar-se esperto, interpretando-o como o sol que, mesmo envolvido na nuvem, ou durante a noite, a tudo vê. Um evidente exagero. Mas a expressão popular vem ao encontro do João Grilo adivinhão que figura, além do folheto de Pedro Monteiro, na última parte das Proezas de João Grilo.”[3]